# أوردة مخية علوية
الأَورِدَةُ المُخِّيَّةُ العُلْوِيَّة (بالإنجليزية:Superior cerebral veins) هي أوردة يترواح عددها بين الثمانية إلى أثنى عشر وريداً. تقوم بالتصريف من السطح العلوي، الإنسي والوحشي للنصفين الكرويين للمخ. توجد في الغالب في الأتلام (الأخاديد) الموجودة بين تلافيف الدماغ.
كل وريد على حدة يقوم بالتصريف إلى الجيب السهمي العلوي. تسير الأوردة الأمامية تقريباً بزاوية قائمة بالنسبة للجيب السهمي العلوي، بينما الأوردة الخلفية والأكبر حجماً تسير بصورة مائلة بالنسبة للجيب وبالتالي تفتح الأوردة في اتجاه عكس مسار الدم (من الأمام للخلف) الموجود في الجيب .

## صور إضافية

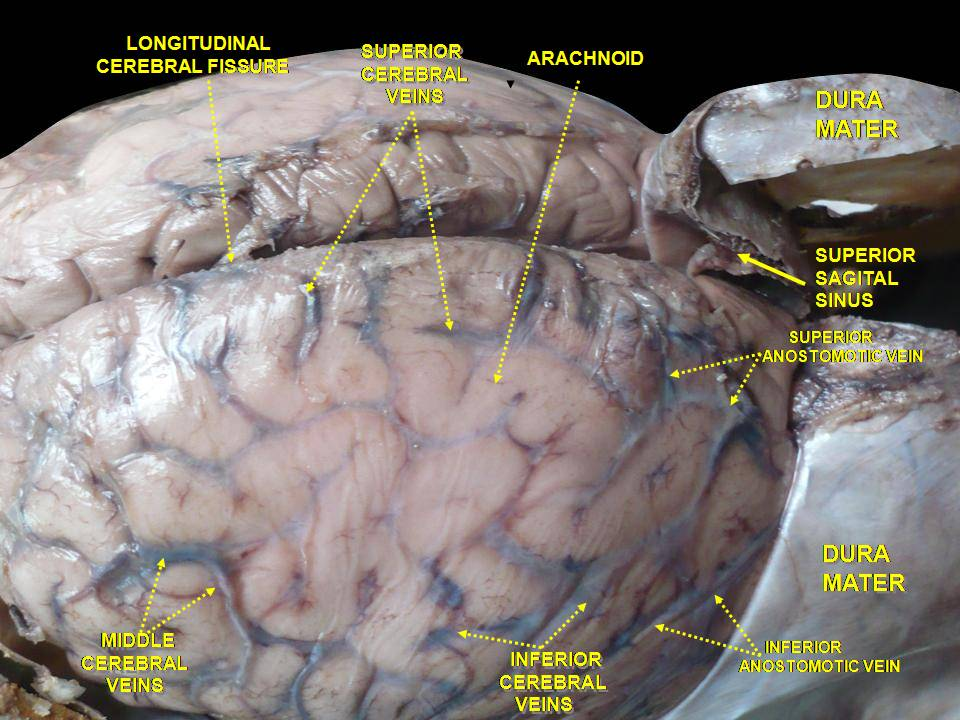
السحايا والأوردة المخية العلوية.تشريح عميق.منظر علوي.